# 萨尔登堡
萨尔登堡是德国巴伐利亚州的一个市镇。总面积28.04平方公里，总人口1918人，其中男性939人，女性979人（2011年12月31日），人口密度68人/平方公里。